# Sapromyza albifacies
Sapromyza albifacies är en tvåvingeart som beskrevs av Leander Czerny 1932. Sapromyza albifacies ingår i släktet Sapromyza och familjen lövflugor. Inga underarter finns listade i Catalogue of Life.